# Борис Кузнецов
Борис Кузнецов (на руски: Борис Кузнецов) е съветски футболист.

## Кариера
Започва кариера си в екипа в МВО Москва. След разпадането на отбора през 1953 г. преминава в Динамо Москва, което става четирикратен шампион на СССР. Олимпийски шампион през 1956 г. като част от съветския национален отбор.
5 пъти е включен в списъка с 33 най-добри играчи от сезона: 3 пъти под № 1 (1957 – 1959), веднъж под № 2 (1956) и № 3 (1955).
Треньорът на младежките отбори на Динамо Москва. В периода 1982 – 1988 г. работи като инструктор по физическа култура в МГС „Динамо“.

## Отличия

### Отборни
Динамо Москва
- Съветска Висша лига: 1954, 1955, 1957, 1959

### Международни
СССР
- Летни олимпийски игри: 1956